# Astérix el Galo
Astérix el Galo (en francés, Astérix le Gaulois) es una serie de historietas cómicas francesa creada por el guionista René Goscinny (1926-1977) y el dibujante Albert Uderzo (1927-2020), que apareció por primera vez el 29 de octubre de 1959 en la revista Pilote antes de publicarse como álbum. La serie se concibió en Bobigny (Sena-Saint Denis), localidad francesa cercana a París.
Se ha traducido a 111 idiomas y dialectos (incluyendo latín y griego antiguo), lo que la convierte en la historieta francesa más popular del mundo. Se han vendido 380 millones de ejemplares y es la más popular del ámbito francófono, junto a la belga Tintín.

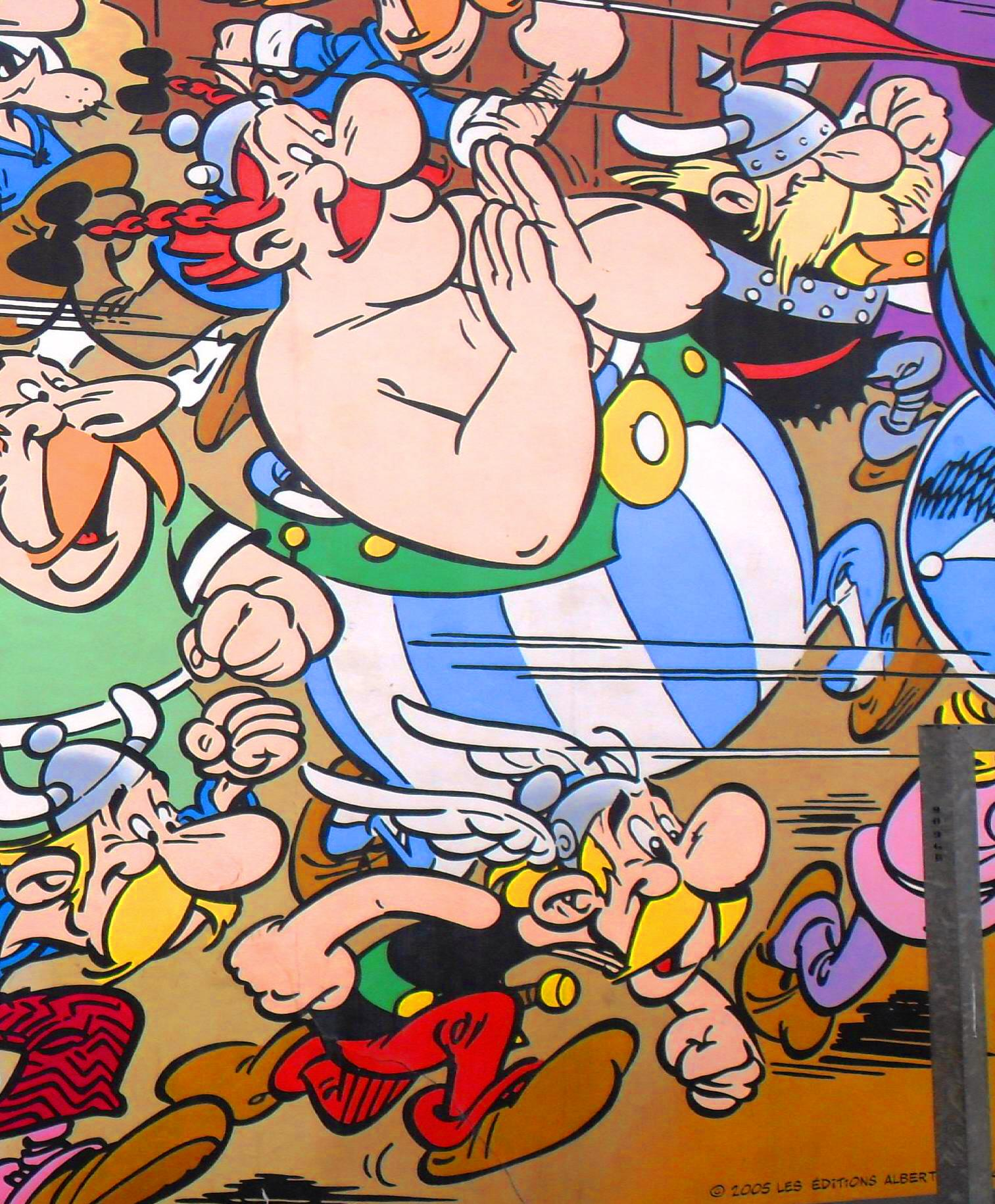
Detalle de una pintura mural en Bruselas donde aparecen Astérix y Obélix

## Argumento
Astérix vive alrededor del año 50 a. C. en una aldea ficticia al noroeste de la Galia, la única parte del país que no ha sido conquistada aún por Julio César, también personaje de la serie. La aldea está rodeada por cuatro campamentos romanos: Babaorum (traducido también en ocasiones como Pastelalrum), Aquarium, Laudanum y Petibonum ("petit bonhomme"), traducido en ocasiones como Hombrecitum. A este respecto, hay que citar la característica introducción de todas las historietas: 

Estamos en el año 50 antes de Jesucristo. Toda la Galia está ocupada por los romanos… ¿Toda? ¡No! Una aldea poblada por irreductibles galos resiste, todavía y como siempre, al invasor. Y la vida no es fácil para las guarniciones de legionarios romanos en los reducidos campamentos de Babaorum, Aquarium, Laudanum y Petibonum...

La resistencia de estos aldeanos se debe a la fuerza sobrehumana que adquieren tras beber una poción mágica preparada por su druida Panorámix. Muchos libros de Astérix tienen como trama principal el intento del ejército romano de ocupar la aldea y evitar que el druida prepare la poción o de conseguir algo de ella para su propio beneficio. Estos intentos son frustrados siempre por Astérix y Obélix gracias a la poción mágica. Otros aldeanos importantes son Asurancetúrix (el bardo), Abraracúrcix (el jefe de la aldea) y su esposa Karabella, Ordenalfabetix (el vendedor de pescado), Esautomátix (el herrero), Edadepiédrix (el más viejo de la aldea) e Ideafix, el perro de Obélix. Hay otros muchos personajes recurrentes en la serie, como las esposas de Edadepiédrix y Ordenalfabétix (Yelosumarín) y, fuera de la población de la aldea; los piratas, los comerciantes fenicios y personajes históricos como Julio César, Brutus y Cleopatra.

## Historia

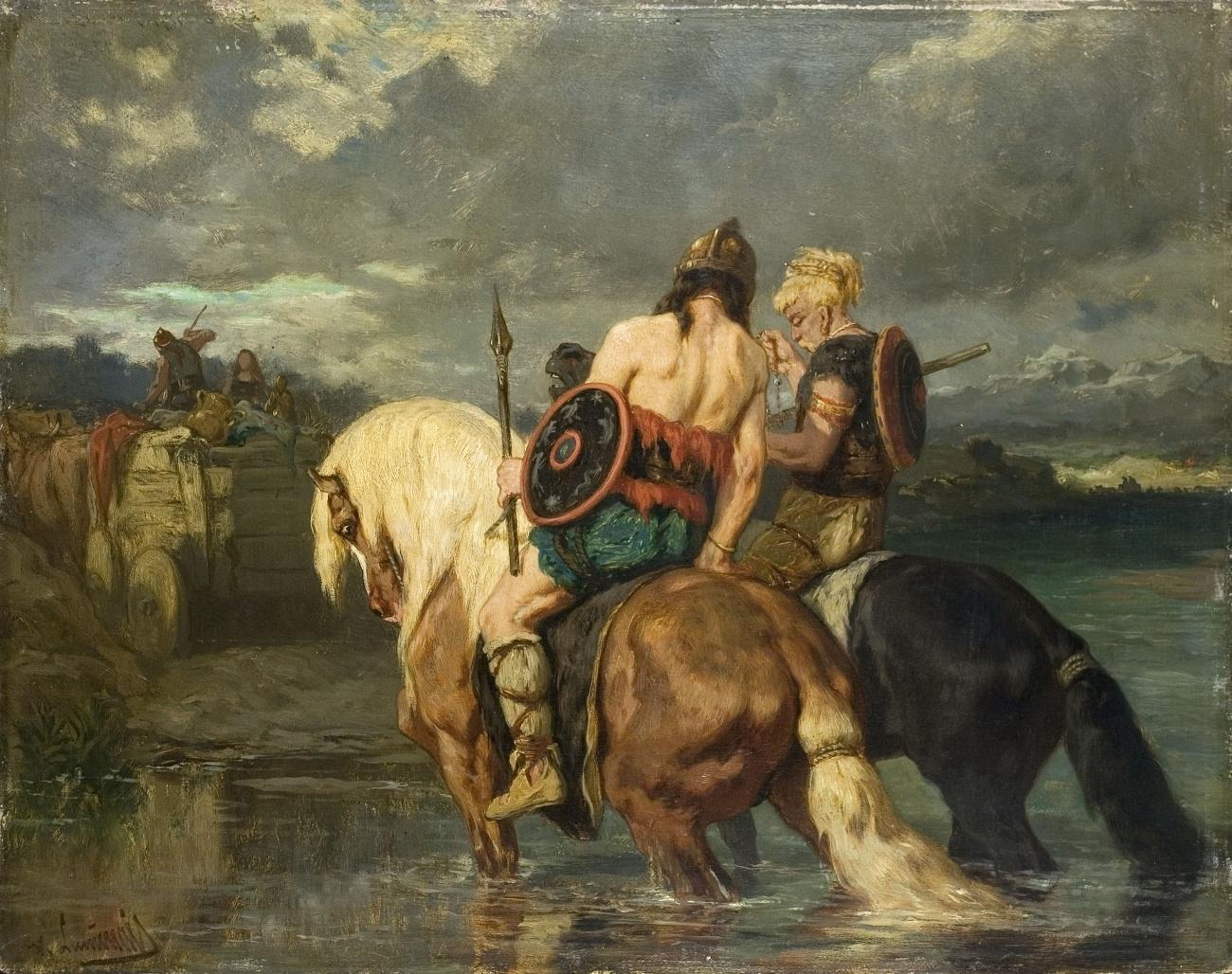
Los cuadros sobre godos de Évariste Vital Luminais (1821-1896) habían sido populares en Francia y son un posible modelo para la serie de Astérix.

### En la revistaPilote
Antes de crear la serie de Astérix, Goscinny y Uderzo habían tenido éxito con su serie Oumpah-pah, publicada en la revista Tintín. En 1959, el publicista François Clauteaux lanzó Pilote, una revista financiada por Radio Luxemburgo, y confió a Goscinny, Uderzo, Jean-Michel Charlier y Jean Hébrard la sección de historietas de la nueva revista. Uderzo y Goscinny se ofrecieron primero a adaptar el Roman de Renart (una colección medieval francesa de historias de animales) y produjeron algunas tiras para la revista. Sin embargo, el dibujante Raymond Poïvet les informó que el dibujante Jean Trubert ya había realizado una tira cómica sobre el mismo tema para el periódico Vaillant. Decepcionados, buscaron una nueva idea.
Dos meses antes de la publicación de la revista, se reunieron en el piso de Uderzo en Bobigny. A Goscinny se le ocurrió que hicieran una tira sobre el folclore francés y le pidió a Uderzo que le nombrara los principales períodos de la historia de Francia. Uderzo comenzó con el Paleolítico y luego pasó a los galos, un período que era obvio porque nunca había sido representado en las historietas. En pocas horas, los dos socios crearon el pueblo galo y sus habitantes. Los primeros bocetos de Uderzo presentaban a Astérix como un guerrero galo tradicional enorme y fuerte. Sin embargo, Goscinny tenía una idea diferente en su mente, visualizando a Astérix como un guerrero astuto y pequeño que poseería inteligencia e ingenio más que fuerza bruta. Con todo, Uderzo consideró que el reducido héroe necesitaba un compañero fuerte pero con pocas luces, a lo que Goscinny accedió. Así nació Obélix.
Astérix se publicó originalmente por entregas en Pilote, en cuyo primer número apareció el 29 de octubre de 1959. En 1961 se editó el primer álbum, titulado Astérix el Galo. A partir de entonces, se publicaron álbumes generalmente con carácter anual. Su éxito fue exponencial: el primer álbum vendió 6.000 ejemplares en su año de publicación; un año después, el segundo vendió 20.000. En 1963, el tercero vendió 40.000; el cuarto, publicado en 1964, vendió 150.000. Un año más tarde, el quinto vendió 300.000 ejemplares; en 1966, Astérix y el combate de los jefes vendió 400.000 ejemplares en su publicación inicial. El noveno volumen de Astérix, cuando salió a la venta en 1967, vendió 1.2 millones de ejemplares en dos días. A pesar de la creciente popularidad de Astérix entre los lectores, el apoyo financiero a la publicación de Pilote cesó. La revista pasó entonces a manos de Georges Dargaud.
La última historia de Astérix en la revista Pilote fue Astérix en Córcega, publicada en 1973 entre los números 687 y 708. Goscinny dejó la revista en 1974.

### Periodo post-Pilote
El año 1974 marcó la fundación de Studios Idéfix, lo que llevó a la publicación del tercer dibujo animado de la serie, Las doce pruebas de Astérix, dos años más tarde. A diferencia de las dos películas anteriores, ésta no fue el resultado de la adaptación de un álbum, sino de la redacción de un guion original por parte de Goscinny, con la ayuda de Pierre Tchernia. En 1974 también se publicó el vigésimo primer álbum de Astérix, titulado El regalo del César, publicado primero en el periódico Le Monde como serial de verano, convirtiéndose en el primero en no ser publicado en Pilote. En 1975 aparece La gran travesía, tras ser publicada en el periódico Sud Ouest, y en 1976 Obélix y compañía, que había aparecido antes en las páginas de Le Nouvel Observateur. En 1977, surgió una disputa entre Goscinny y su amigo y editor Georges Dargaud, relativa en particular a la gestión de los derechos de Astérix en el extranjero. Goscinny pensó entonces en crear una empresa propia de edición y le pidió a Uderzo que suspendiera la producción de las planchas del siguiente episodio de la serie, Astérix en Bélgica. Sin embargo, el 5 de noviembre de 1977, Goscinny murió repentinamente de un ataque al corazón. Uderzo llevó a cabo el proyecto de Goscinny en solitario (pintando cielos oscuros en el resto del álbum desde el punto en que Goscinny murió), que se completó en 1979 en Le Monde y luego como álbum, y luego creó Éditions Albert René, financiadas en un 20% por Gilberte Goscinny, la viuda del fallecido.

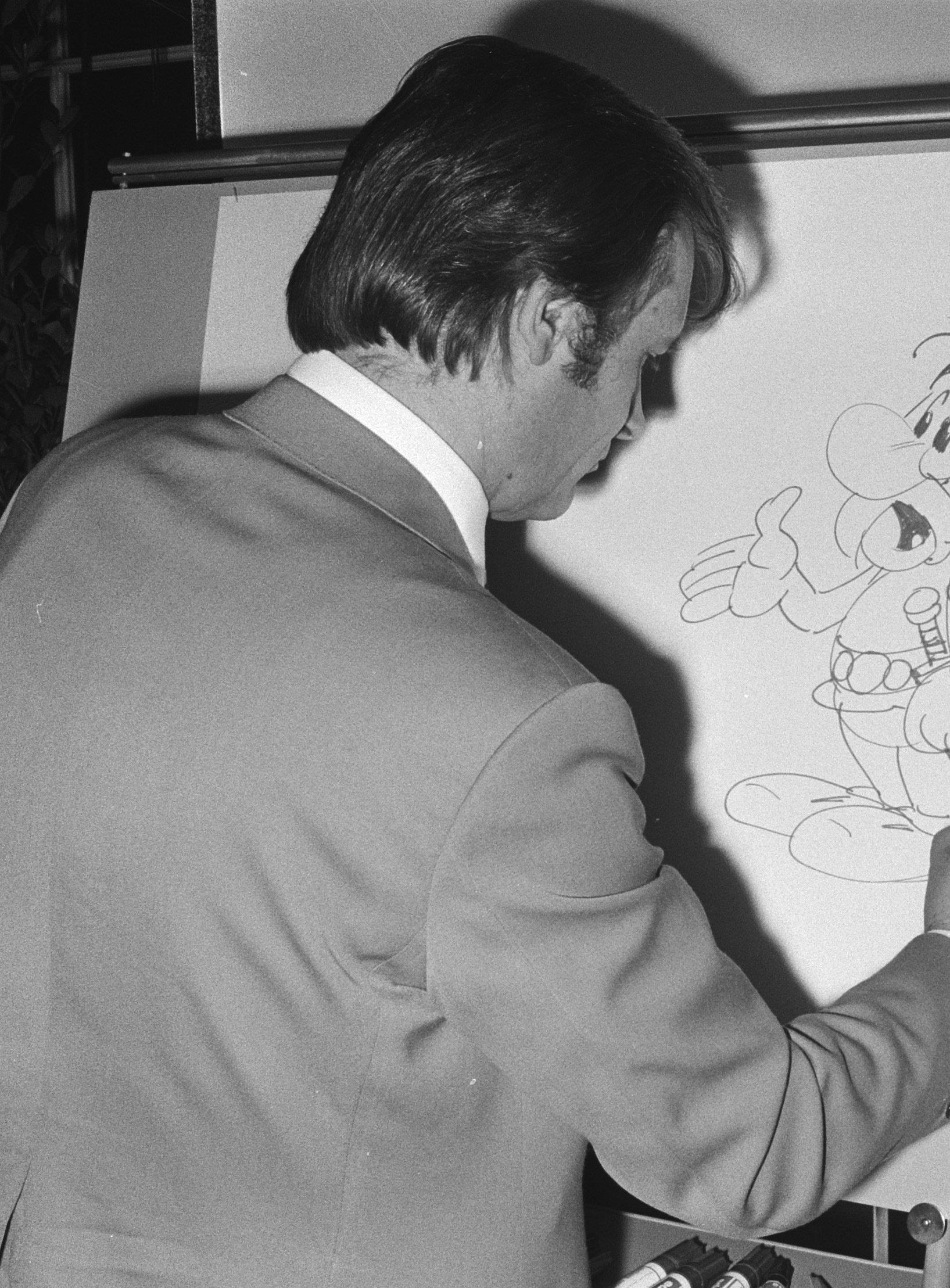
Uderzo dibujando a Astérix, 1971

### Después de la muerte de Goscinny
Uderzo continuó la serie por petición popular de los lectores, que le imploraron que continuara. Siguió publicando nuevos volúmenes de la serie, aunque con menor frecuencia. Muchos críticos y aficionados a la serie prefieren las primeras colaboraciones con Goscinny. Uderzo creó en 1979 su propia editorial, Éditions Albert René, que ha publicado todos los álbumes dibujados y escritos por Uderzo en solitario desde entonces. Sin embargo, Dargaud, el editorial inicial de la serie, conservó los derechos de publicación de los 24 primeros álbumes realizados por Uderzo y Goscinny. En 1990, las familias Uderzo y Goscinny decidieron demandar a Dargaud para hacerse con los derechos. En 1998, tras un largo juicio, Dargaud perdió los derechos de publicación y venta de los álbumes. Uderzo decidió vender estos derechos al editorial Hachette en lugar de a Albert-René, pero los derechos de publicación de los nuevos álbumes siguieron siendo propiedad de Albert Uderzo (40%), Sylvie Uderzo (20%) y Anne Goscinny (40%).

En diciembre de 2008, Uderzo vendió su participación a Hachette, que tomó control de la compañía. En una carta publicada en el periódico francés Le Monde en 2009, la hija de Uderzo, Sylvie, atacó la decisión de su padre de vender la empresa editorial familiar y los derechos para producir nuevas aventuras de Astérix después de su muerte. Afirmó que:
... el cocreador de Astérix, el héroe del cómic francés, ha traicionado al guerrero galo a los romanos de la actualidad – los hombres de la industria y las finanzas.
Sin embargo, la hija de René Goscinny, Anne, también dio su acuerdo a la continuación de la serie y vendió sus derechos al mismo tiempo. Se afirma que dijo que "Astérix ya ha tenido dos vidas: una durante la vida de mi padre y otra después. ¿Por qué no una tercera?". Unos meses más tarde, Uderzo nombró a tres ilustradores, que habían sido sus ayudantes durante muchos años, para continuar la serie. En 2011, Uderzo anunció la publicación de un nuevo álbum de Astérix en 2013, con Jean-Yves Ferri como escritor de la historia y Frédéric Mébarki como dibujante. Un año después, en 2012, la editorial Albert-René anunció que Frédéric Mébarki había renunciado a dibujar el nuevo álbum, debido a la presión que sentía al seguir los pasos de Uderzo. Se anunció oficialmente que el dibujante Didier Conrad asumiría las funciones de dibujo de Mébarki, sin que se modificara la fecha de entrega del nuevo álbum en 2013.
En enero de 2015, tras los asesinatos de siete dibujantes del semanario satírico parisino Charlie Hebdo, el creador de Astérix, Albert Uderzo, salió de su retiro para dibujar dos cuadros de Astérix en honor a la memoria de las víctimas.

## Rasgos cómicos
El humor que aparece en Astérix a menudo se basa en caricaturas anacrónicas y estereotipos de naciones europeas contemporáneas:
- En Astérix y los godos, por ejemplo, los godos se representan como militarizados y regimentados, similares a los prusianos de finales del siglo XIX y principios del siglo XX. Los cascos que utilizan incluso se asemejan a los Pickelhaube alemanes usados en la Primera Guerra Mundial, y uno de sus líderes se asemeja mucho a Otto von Bismarck.
- Un anacronismo característico es cuando entra un belga en escena, que siempre hará una alusión a las papas fritas que, sin embargo, no fueron descubiertas por los europeos hasta 1500 años después.
- Los bretones (en realidad los britanos) se muestran como educados: beben cerveza tibia o agua caliente (antes de que Astérix llevara el primer té a Inglaterra) y hierven toda su comida. En este capítulo aparecen caracterizados Winston Churchill como Zebigbos (the big boss: ‘el gran jefe’), jefe de la aldea que resiste a los romanos, y hay apariciones menores de Los Beatles y de Sherlock Holmes. Son frecuentes las bromas referidas a la gastronomía inglesa y su mal sabor.
- Hispania es el país barato del sur adonde la gente del norte va de vacaciones (y piden para comer la misma comida que comen en sus hogares), provocando tremendos embotellamientos en las vías romanas durante sus desplazamientos. Otros tópicos recurrentes son el flamenco, los toros y el aceite de oliva en la gastronomía. También se hace referencia al famoso personaje de Miguel de Cervantes, Don Quijote de la Mancha.
- Los griegos se muestran como unos individuos con familias enormes, como se nota en las continuas alusiones a "primos".

En una entrevista para la revista Bang! de 1973, Goscinny se defendía de las acusaciones de chauvinismo en los siguientes términos:

Astérix es una parodia. Yo diría, si acaso, que es precisamente una parodia del chauvinismo. De partida es francés, como podría ser de cualquier otro país que hoy en día se halle en parecidas circunstancias. Sus temas, si se mira con detalle, son los de la gente que nos rodea, aunque para determinar las nacionalidades hay que acudir a los tópicos. El español medio, como el francés medio o el italiano medio, tienen su pluriempleo y sus problemas laborales, y por la calle no son reconocibles, pero para determinarlos tengo que reírme precisamente de sus tópicos, vestir al español de torero, convertir al francés en un "Monsieur Dupont" y hacer ardiente al italiano.

Lo cierto es que también se caricaturizan los estereotipos de regiones francesas: la gente de Normandía no puede dar una respuesta directa; la gente de Marsella juega a la petanca y exagera todo, los corsos son extremadamente susceptibles, flojos, pelean por todo y no perdonan una buena siesta. Por otro lado, en el libro Astérix en Córcega se establece un paralelismo entre la biografía del joven Napoleón y la historia en sí, cuando se refugian en una cueva. La familia Bonaparte tuvo que vivir escondida en las montañas cuando el padre retiró su apoyo a sus antiguos compañeros, los independentistas corsos.
Los nombres de los personajes, por otra parte, juegan invariablemente con la fonética francesa y pierden gran parte de su gancho en las traducciones. La terminación -ix de los nombres galos da mucho juego en francés, pues coincide fonéticamente con terminaciones habituales como -ixe o -isque, cosa que no ocurre en español. Es el caso de Idéfix o Ideafix, por ejemplo, cuyo nombre francés coincide fonéticamente de forma exacta con idée fixe ("idea fija"), lo que no ocurre en su adaptación española, o el del bardo Assurancetourix (assurance tous risques: ‘seguro a todo riesgo), que pierde sonoridad en su adaptación Seguroatodoriésguix y no se entiende en Asegurancéturix. Lo mismo ocurre con los nombres no galos:
- Egipcios: Courdeténis, cuya traducción al español permitía mantener la misma sonoridad en "Campodeténis".
- Godos: están basados en los nombres germánicos, que en francés acaban en -ic (como en Téodoric), lo que permite jugar con la terminación -ique (como en alégorique). Las equivalencias en castellano serían -ico con i tónica en el primer caso (Teodorico) y átona en el segundo (alegórico/a). El juego fonético es difícil en castellano y no se mantiene la equivalencia: Figuralegoric (figure alégorique: ‘figura alegórica’) suena en francés a nombre germano, pero no en español.
- Íberos: Soupalognon y Crouton (soupe à l’oignon y crouton: ‘sopa de cebolla’ y ‘picatoste’), en castellano Sopalajo de Arriérez y Torrezno; Dansonsurlepon y Davignon (dansons sur le pont y d’Avignon, ‘bailemos sobre el puente’ y ‘de Aviñón’), hace referencia a la letra de una canción tradicional francesa. En español fue llamado Porrompompero y Fandánguez. Además, en este caso, el doble apellido de los españoles permite también juegos de palabras.
- Normandos: Grossebaf (grosse baffe: ‘gran bofetón’).
- Romanos: Babaorum (Baba au rhum: ‘pastel borracho al ron’), en castellano, Pastelalrum; Petibónum (petit bonhomme: ‘hombrecito’ o ‘persona de a pie’), en castellano, en algunos libros, Hombrecítum; Joligibus (joli gibus: ‘bonita chepa’), en castellano, Caius Magníficus.
- Vikingos: Zoodvinsen (Zoo de Vincennes, nombre del parque zoológico de París), Neuillisursen (Neuilly-sur-Seine, una población francesa).

Algunos de los personajes secundarios son caricaturas de personajes o personas famosas, entre otros Valéry Giscard d'Estaing, Jacques Chirac, Laurel y Hardy, Sean Connery, Kirk Douglas, Arnold Schwarzenegger, Julian Assange, e incluso los detectives Hernández y Fernández, homenajeando así al historietista belga Hergé, creador de Tintín. Otra referencia de este tipo se encuentra en la figura del Marsupilami de Franquin (Spirou y Fantasio), presentado aquí como una rareza de feria de atracciones, con el nombre de Marsupilamix, o también Mickey Mouse de Walt Disney.
En forma de homenaje póstumo, Uderzo hizo aparecer a René Goscinny como personaje de La odisea de Astérix, en la figura del hebreo Saúl Oysolteroenlaví, quien guía a Astérix y Obélix hasta la orilla del mar Muerto. La pareja Uderzo y Goscinny aparece caricaturizada en otras tres ocasiones.

## Álbumes publicados
A continuación se presentan los álbumes publicados de Astérix, con su título en español y en francés, así como su año de edición en francés. Los álbumes del 1 al 24 fueron publicados originalmente por Hachette y del 25 en adelante por Les Éditions Albert René.
Álbumes firmados por René Goscinny (guionista) y Albert Uderzo (dibujante).
- 1. Astérix el Galo (Astérix le Gaulois, 1961)
- 2. La hoz de oro (La Serpe d'or, 1962)
- 3. Astérix y los godos (Astérix chez les Goths, 1963)
- 4. Astérix gladiador (Astérix Gladiateur, 1964)
- 5. La vuelta a la Galia de Astérix (Le Tour de Gaule d'Astérix, 1965)
- 6. Astérix y Cleopatra (Astérix et Cléopatre, 1965)
- 7. El combate de los jefes (Le Combat des Chefs, 1966)
- 8. Astérix en Bretaña (Astérix chez les Bretons, 1966)
- 9. Astérix y los normandos (Astérix et les Normands, 1966)
- 10. Astérix legionario (Astérix Légionnaire, 1967)
- 11. El escudo arverno (Le Bouclier Arverne, 1968)
- 12. Astérix y los juegos olímpicos (Astérix aux Jeux Olympiques, 1968)
- 13. Astérix y el caldero (Astérix et le Chaudron, 1969)
- 14. Astérix en Hispania (Astérix en Hispanie, 1969)
- 15. La cizaña (La Zizanie, 1970)
- 16. Astérix en Helvecia (Astérix chez les Helvètes, 1970)
- 17. La residencia de los dioses (Le Domaine des Dieux, 1971)
- 18. Los laureles del César (Les Lauriers de César, 1972)
- 19. El adivino (Le Devin, 1972)
- 20. Astérix en Córcega (Astérix en Corse, 1973)
- 21. El regalo del César (Le Cadeau de César, 1974)
- 22. La gran travesía (La Grande Traversée, 1975)
- 23. Obélix y compañía (Obélix et Compagnie, 1976)
- 24. Astérix en Bélgica (Astérix chez les Belges, 1979)

Álbumes firmados en solitario por Albert Uderzo tras la muerte de René Goscinny en 1977.
- 25. La gran zanja (Le Grand Fossé, 1980)
- 26. La odisea de Astérix (L'Odyssée d'Astérix, 1981)
- 27. El hijo de Astérix (Le Fils d'Astérix, 1983)
- 28. Astérix en la India (Astérix chez Rahàzade, 1987)
- 29. Astérix, la rosa y la espada (La Rose et le Glaive, 1991)
- 30. El mal trago de Obélix (La Galère d'Obélix, 1996)
- 31. Astérix y Latraviata (Astérix et Latraviata, 2001)

Álbum firmado por René Goscinny y Albert Uderzo.
- 32. Astérix y lo nunca visto (Astérix et la Rentrée gauloise, 1993).  Antología de historias cortas.

Álbum firmado en solitario por Albert Uderzo.
- 33. ¡El cielo se nos cae encima! (Le Ciel lui tombe sur la tête, 2005)

Álbum firmado por René Goscinny y Albert Uderzo.
- 34. El aniversario de Astérix y Obélix. El libro de oro (L'Anniversaire d'Astérix et Obélix - Le Livre d'or, 2009). Este álbum festeja el aniversario 50 de la creación de Astérix.

Álbumes firmados por Jean-Yves Ferri (guionista) y Didier Conrad (dibujante).
- 35. Astérix y los pictos (Astérix chez les Pictes, 2013)
- 36. El papiro del César (Le Papyrus de César, 2015)
- 37. Astérix en Italia (Astérix et la Transitalique, 2017)
- 38. La hija de Vercingétorix (La fille de Vercingétorix, 2019)
- 39. Astérix tras las huellas del grifo (Astérix et le Griffon, 2021)

Álbumes firmados por Fabcaro (Fabrice Caro) (guionista) y Didier Conrad (dibujante).
- 40. El lirio blanco (L'iris blanc, 2023)
- 41. Astérix en Lusitania (Astérix en Lusitanie, 2025)

También existe un libro llamado Cómo Obélix se cayó en la marmita del druida cuando era pequeño (Comment Obélix est tombé dans la marmite du Druide quand il était petit, 1989), ilustrado por Uderzo a principios de los años ochenta, a partir de un breve relato escrito décadas atrás por Goscinny. Este libro ilustrado de diez páginas narra su historia desde la perspectiva de Astérix, mostrando a los personajes cuando eran niños.

Lomos de los álbumes de la edición francesa de Astérix.
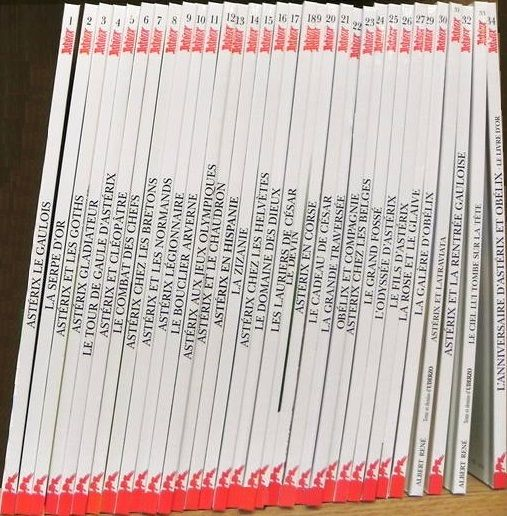
Álbumes del 1 al 34, excepto el 28.
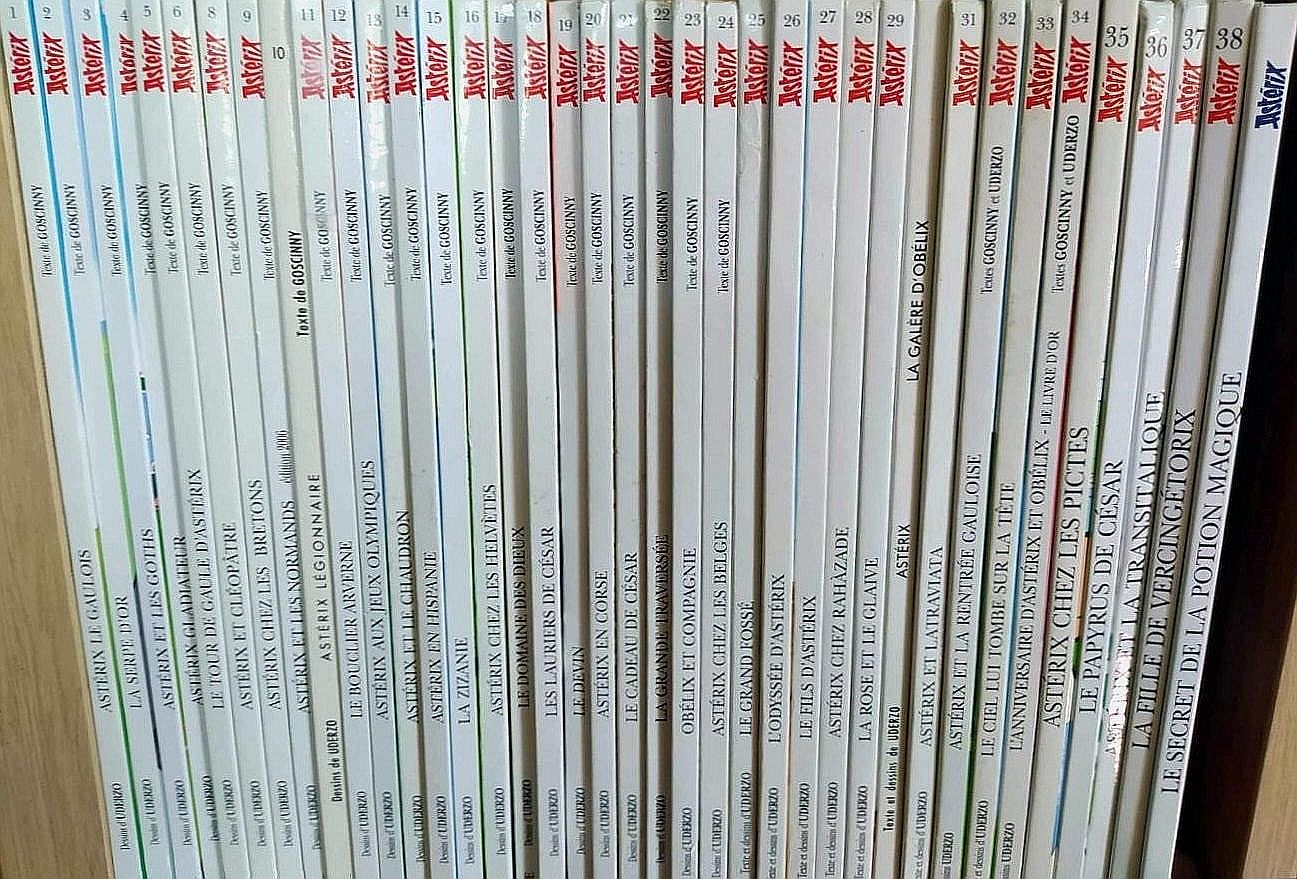
Álbumes del 1 al 38, excepto el 7, más El secreto de la poción mágica.
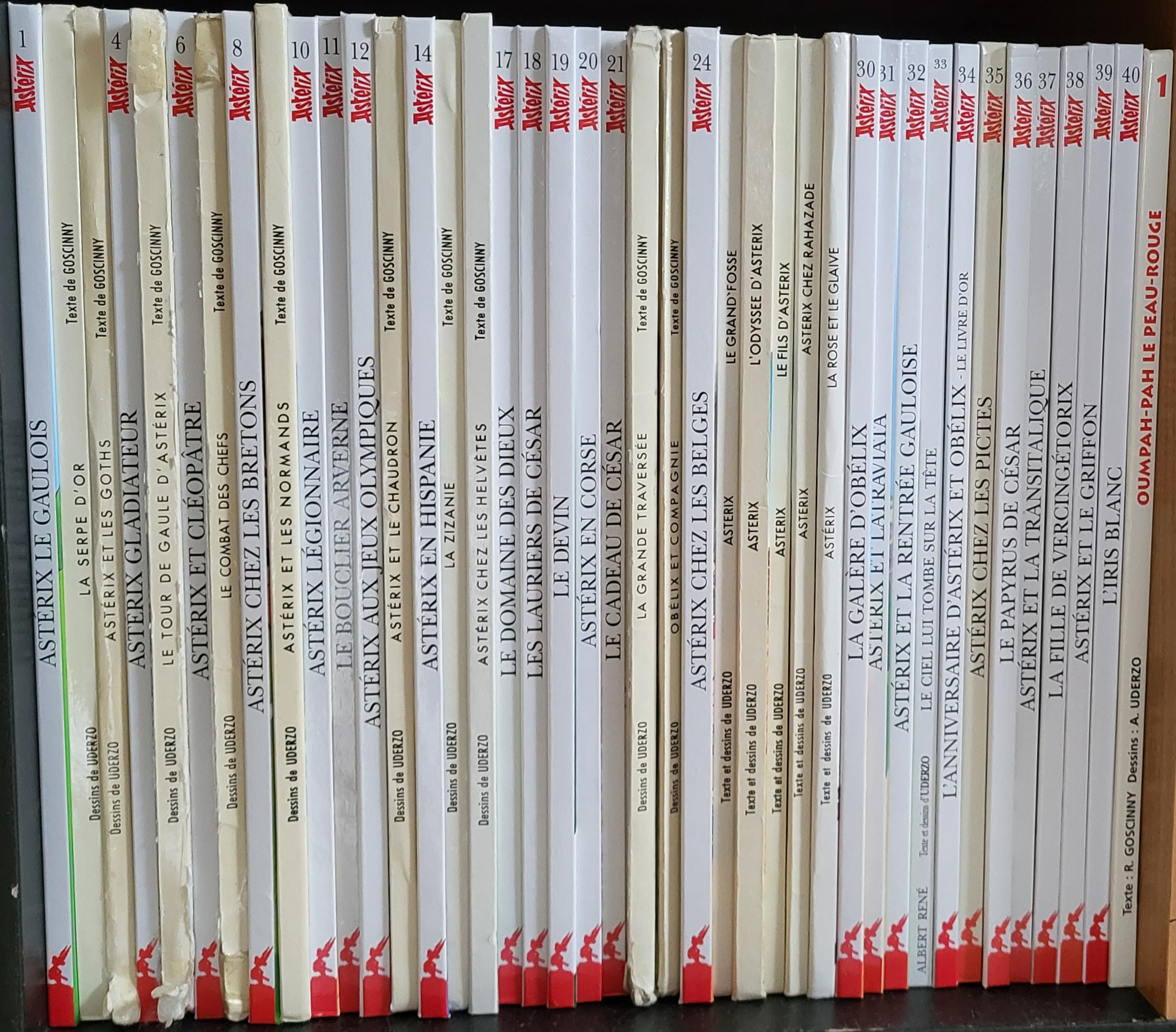
Álbumes del 1 al 40.

En 2020 se reeditó en internet, como álbum ilustrado y audiolibro, El menhir de oro, un álbum de Goscinny y Uderzo publicado  originalmente como discolibro en 1967, que actualmente resulta prácticamente imposible de encontrar.[cita requerida]

## Traducciones
Los álbumes de Astérix han sido traducidos a más de 100 idiomas con más de 1460 ediciones.
En España, Astérix fue publicada por primera vez por la editorial Molino en 1965. Poco después, editorial Bruguera empezó a incluirla en sus revistas DDT (1967), Gran Pulgarcito y Mortadelo.
En Argentina, la editorial Libros del Zorzal relanzó en mayo de 2021 la colección completa en su edición definitiva, con nuevas traducciones del francés realizadas directamente de los guiones originales de René Goscinny. Los 38 volúmenes de la serie incluyen la etapa clásica del personaje, el ciclo de Albert Uderzo en solitario, y lo álbumes a cargo de Jean-Yves Ferri y Didier Conrad.

## Adaptaciones a otros medios

### Películas de animación
1. Astérix el Galo (1967)
2. Astérix y Cleopatra (1968)
3. Las doce pruebas de Astérix (1976)
4. Astérix y la sorpresa del César (1985)
5. Astérix en Bretaña (1987)
6. El golpe de menhir (1989)
7. Astérix en América (1994)
8. Astérix y los vikingos (2006)
9. Astérix: La residencia de los dioses (2014)
10. Astérix: El secreto de la poción mágica (2018)

### Películas de imagen real
1. Astérix y Obélix contra César (1999)
2. Astérix y Obélix: Misión Cleopatra (2002)
3. Astérix en los Juegos Olímpicos (2008)
4. Astérix y Obélix al servicio de su majestad (2012)
5. Astérix y Obélix: El Reino Medio (2023)

### Series de animación
1. Ideafix y los irreductibles (animación CGI) (2021)
2. Astérix: El combate de los Jefes (animación CGI) (2025)

### Otros libros relacionados
1. Astérix y la historia real, de René Van Royen y Sunnya van der Vegt (1999). Estudio que —a través del mundo de Astérix— muestra el mundo de la antigüedad grecorromana. Los autores se especializan en Historia y Filología, respectivamente.
2. Astérix alea jacta est, juego de rol con los personajes de Astérix.
3. Parodias de Astérix como Isterix o Hysterix (publicado en España como Istérix dentro de la "Colección grandes parodias", Dragon Comics, 1989)
4. La cocina con Astérix, libro de recetas de Astérix.
5. Astérix y las nucleares, un libro espurio (original en alemán: "Astérix und Atomkraftwerk") editado en castellano en 1981 por el colectivo ecológico Brisa. Está editado en blanco y negro con viñetas de otros libros con el texto totalmente alterado. El resultado final era una historia nueva cuyo fin era divulgar el peligro de las centrales nucleares.

### Videojuegos
1. Astérix, videojuego para Atari 2600 (1983)
2. Obélix, videojuego para Atari 2600 (1983)
3. Astérix y el caldero mágico, videojuego para Sinclair ZX Spectrum, Amstrad CPC y Commodore 64 (1984)
4. Astérix, videojuego para Master System (1991)
5. Astérix, videojuego para arcade (1992)
6. Astérix, videojuego para NES, SNES (1993)
7. Astérix and the secret mission, videojuego para Sega Master System y Megadrive (1993)
8. Astérix and the great rescue, videojuego para Megadrive, Master System, Game Gear (1993)
9. Astérix y OBELIX, videojuego para Gameboy Color, SNES y Gameboy Advance (1999)
10. Astérix en busca de Ideafix, videojuego para Gameboy Color (2000)
11. Astérix en las guerra de las Galias, videojuego para PlayStation (2000)
12. Astérix mega maddness, videojuego para PlayStation (2001)
13. Asterix & Obelix XXL videojuego para PlayStation 2, GameCube (2003)
14. Asterix & Obelix XXL 2: Misión Las Vegum, videojuego para PlayStation 2, GameCube (2005)
15. Astérix en los Juegos Olímpicos, videojuego para PlayStation 2, Windows, Xbox 360, Nintendo DS, Wii (2008)
16. Asterix Brain trainer, videojuego para Nintendo DS (2008)
17. Asterix: these romans are crazy!, videojuego para Nintendo DS (2009)
18. Asterix: the mansions of the gods, videojuego para Nintendo 3DS (2014)
19. Asterix & Obelix XXL2 Remastered, videojuego para Switch, Playstation 4, XBOX One, PC (2018)
20. Asterix & Obelix XXL3: The crystal menhir, videojuego para Switch, Playstation 4, XBOX One/S/X, PC, Mac (2019)
21. Asterix & Obelix XXL Romastered, videojuego para Switch, Playstation 4, XBOX One/S/X, PC, Mac (2020)
22. Asterix & Obelix: Slap them all!, videojuego para Switch, Playstation 4/5, XBOX One/S/X, PC, Mac (2021)
23. Asterix & Obelix XXXL: The ram from Hibernia, videojuego para Switch, Playstation 4/5, XBOX S/X, PC, Mac (2022)
24. Asterix & Obelix: Slap them all 2, videojuego para Switch, Playstation 4/5, XBOX One/S/X, PC (2023)
25. Asterix & Obelix: Heroes, videojuego para Switch, Playstation 4/5, XBOX One/S/X, PC (2023)

### Parodias
1. En España, en el programa de humor Vaya semanita, emitido por la cadena autonómica ETB 2, aparecen unos sketches humorísticos sobre una aldea "vascongala" que resiste a los romanos, con personajes tales como Antxonix (parodia de Astérix), Boronix (parodia de Obelix) y Arguiñanix (parodia de Panoramix).[25]
2. También en España, en el programa de humor Oregón Televisión, emitido por la cadena autonómica Aragón Televisión, se desarrolló una sección titulada Astérixco y Obélixco, la aldea maña.[26]
3. En 2008, en Argentina, Ediciones Nah! (responsables de la revista Nah!) editó un libro de historietas en el mismo formato y estilo de las ediciones de Dargaud titulado "Marihuanix, el holandés". El libro es una parodia-homenaje de Astérix, de René Goscinny y Albert Uderzo. De esa manera, se anticipaban dos hechos fundamentales de 2009: la despenalización de la marihuana para consumo personal en la Argentina y el quincuagésimo aniversario de la historieta francesa.

## Influencia en la cultura popular
- El primer satélite lanzado por Francia en 1965 se llamó Astérix.[27]
- El nombre de la mascota de la Copa Mundial de Fútbol de 1998 en Francia, Footix, fue originado por el sufijo -ix de los nombres de los personajes.[28]
- Durante la campaña de París a la sede de los Juegos Olímpicos de 1992, Astérix aparece en muchos carteles sobre la Torre Eiffel.[29]
- El partido final de fútbol de Copa Mundial de la FIFA en 2006 entre Francia e Italia fue representado en los periódicos franceses como una lucha entre legiones romanas y aldeanos galos.[30]
- A Obélix se le menciona en el tema "My Boulder" de The King Blues.[31]
- Un total de 34 estrellas del cómic internacional, desde David Lloyd (dibujante de V de Vendetta) hasta Zep (creador de Titeuf), el italiano Milo Manara o los españoles Forges y Juanjo Guarnido participaron en un cómic en homenaje a Uderzo por su 80.º aniversario y un homenaje a Astérix.[29]
- Francia emitió 310 000 monedas conmemorativas de 2 euros en 2019 celebrando el 60.º aniversario de Astérix.[32]